# Callichromatini
Los calicromatinos (Callichromatini) es una  tribu de coleópteros crisomeloideos dentro de la familia Cerambycidae. Comprende  más de 40 géneros distribuidos en todos los continentes excepto la Antártida. La mayor diversidad de la tribu se encuentra en el sudeste de Asia.

## Géneros
Tiene los siguientes géneros:
- Agaleptoides - Agaleptus - Amblyontium - Anexamita - Anubis - Aphrodisium - Aromia - Aromiella - Asmedia - Beaveriella - Bradycnemis - Callichroma - Callixanthospila - Cataphrodisium - Chelidonium - Chloridolum - Chromalizus - Clavomela - Cloniophorus - Closteromerus - Cnemidochroma - Compsomera - Conamblys - Cotychroma - Dictator - Diotecnon - Dubianella - Embrikstrandia - Eugoa - Eugoides - Eulitopus - Euporus - Gauresthes - Gestriana - Guitelia - Helymaeus - Hospes - Huedepohliana - Hybunca - Hylomela - Hypargyra - Hypatium - Hypocrites - Ipothalia - Jonthodes - Jonthodina - Leptosiella - Linsleychroma - Litomeces - Litopus - Mattania - Mecosaspis - Metallichroma - Mionochroma - Monnechroma - Niraeus - Oligosmerus - Osphranteria - Oxyprosopus - Pachyteria - Paraguitelia - Parandrocephalus - Philematium - Philomeces - Phrosyne - Phyllocnema - Phyllomaeus - Plinthocoelium - Polyzonus - Promeces - Psephania - Psilomastix - Quettania - Rhopalizus - Rhopalomeces - Scalenus - Schmidtiana - Schmidtianum - Schwarzerion - Schwarzerium - Synaptola - Tarsotropidus - Thompsoniana - Turkaromia - Vittatocrites - Xystochroma - Zonopterus